# Pascal Bruckner

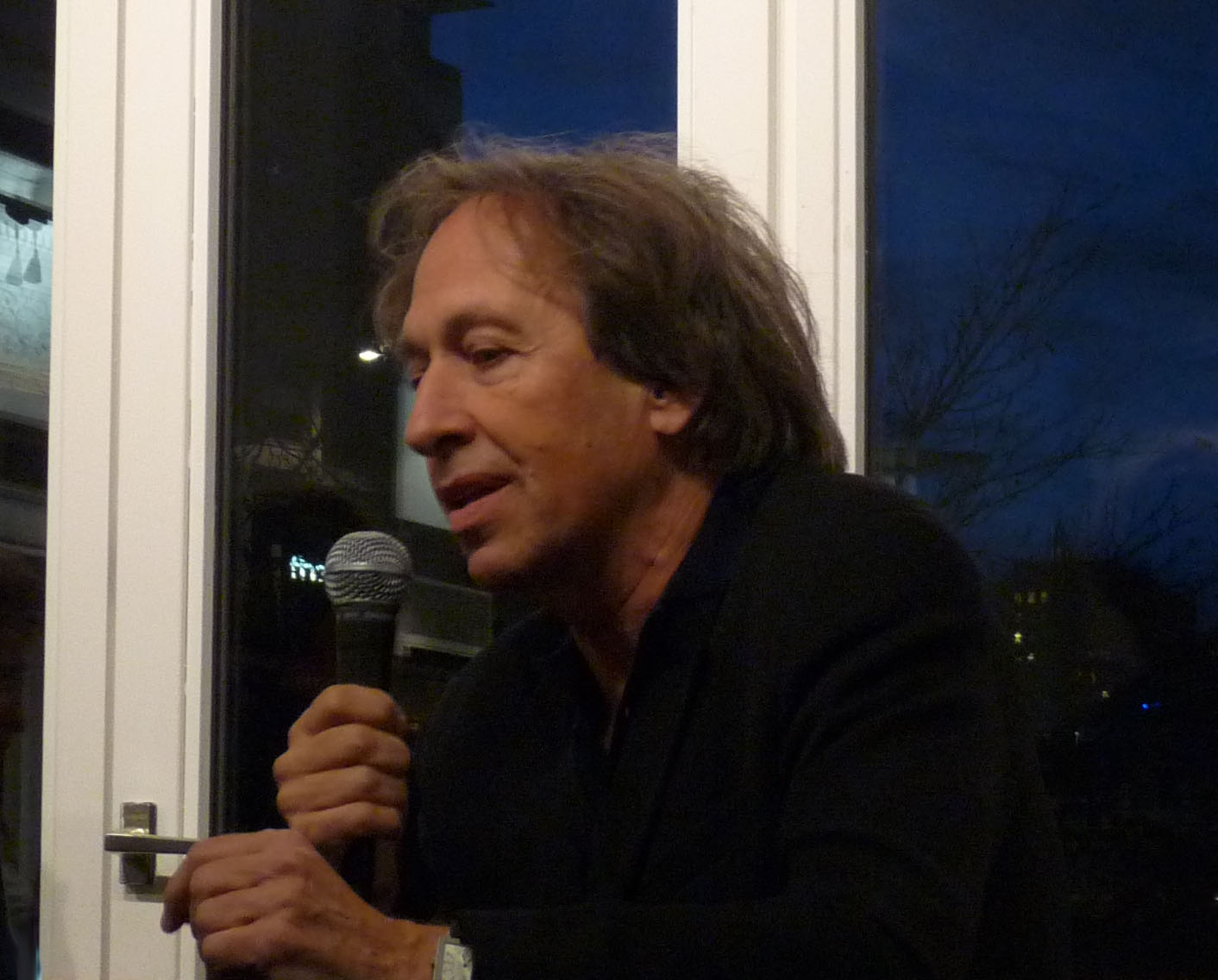
Pascal Bruckner (2009).

Pascal Bruckner (nacido el 15 de diciembre de 1948 en París) es un filósofo, ensayista y novelista francés.

## Biografía
Después de sus estudios en la universidad de París I y París VII, y en la École Pratique des Hautes Études, llegó a ser maître de conférences en el Instituto de Estudios Políticos de París, y colaborador en el Nouvel Observateur.
Escritor prolífico, en un primer momento se le asoció a los «nuevos filósofos», junto a Alain Finkielkraut, André Glucksmann y Bernard-Henri Lévy. Ha publicado Parias, o la tentación de la India (Parias, ou la tentation de l'Inde), Lunas de hiel (adaptado al cine por Roman Polanski) y Los ladrones de la belleza (Les voleurs de beauté) (Premio Renaudot en 1997). Entre sus ensayos, La tentación de la inocencia (La tentation de l'innocence) (Premio Médicis en 1995), El sollozo del hombre blanco (Le Sanglot de l'Homme blanc), un ataque contra las políticas narcisistas y destructivas en pro del tercer mundo, y más recientemente La tiranía de la penitencia (La tyrannie de la pénitence) (2006), un ensayo sobre la interminable autocrítica occidental.

## Miseria de la prosperidad
En su libro "Miseria de la prosperidad. La religión del mercado y sus enemigos" Pascal Bruckner nos describe tanto a los capitalistas como a los anticapitalistas como devotos de una misma religión moderna, la del mercado. Ambos, alabándola o denostándola, convierten lo que en un principio debería ser un medio material para la autonomía y la libertad, en un fin en sí mismo.
Bruckner propone situar al capitalismo y a sus contrarios en su justo lugar. Critica el hecho de que la economía, a pesar de la opulencia de nuestras sociedades, no nos ha servido para relativizar la preocupación material, sino que la ha convertido en obsesión, ya sea para adorar al mercado o para denostarlo.
También acusa a la izquierda como fortalecedora y renovadora del capitalismo que, en su larga historia, únicamente se ha visto reformado y reforzado por otras corrientes materialistas contrarias. Según Bruckner, ser "anticapitalista" es, ante todo, invertir las prioridades, y dejar de estar obsesionado con los objetos y con el capitalismo. 

### Ensayos
- Fourier, Ed. Seuil 1975, presentación de la obra de Charles Fourier.
- Le Nouveau Désordre amoureux (en colaboración con Alain Finkielkraut), Ed. Seuil 1977. (El nuevo desorden amoroso)
- Au coin de la rue, l'aventure (en colaboración con Alain Finkielkraut), Ed. Seuil 1979. (La aventura a la vuelta de la esquina)
- Le Sanglot de l'homme blanc: Tiers-Monde, culpabilité, haine de soi, Ed. Seuil 1983.
- La Mélancolie démocratique, Ed. Seuil 1990.
- La Tentation de l'innocence, Ed. Grasset 1995 (premio Médicis). (La tentación de la inocencia)
- Le Vertige de Babel : Cosmopolitisme ou mondialisme, Ed. Arlea poche 1999. (El vértigo de Babel: Cosmopolitismo y Globalización)
- L'Euphorie perpétuelle: Essais sur le devoir de bonheur, Ed. Grasset 2000. (La euforia perpetua: sobre el deber de ser feliz)
- Misère de la prospérité : La religion marchande et ses ennemis, Ed. Grasset 2002. (Miseria de la prosperidad: La religión del mercado y sus enemigos.)
- La Tyrannie de la pénitence : Essai sur le masochisme en Occident, Ed. Grasset 2006. (La tiranía de la penitencia: Ensayo sobre el masoquismo occidental.)

### Novelas y relatos
- Allez jouer ailleurs, Ed. Le Sagittaire 1976
- Lunes de fiel, Ed. Seuil 1981, (Lunas de hiel, adaptada al cine por Roman Polanski).
- Parias, Ed. Seuil 1985.
- Qui de nous deux inventa l'autre ?, Ed. Gallimard 1988
- Le divin enfant, Ed. Seuil 1992.
- Les Voleurs de beauté, Ed. Grasset 1997 (Los ladrones de belleza, premio Renaudot).
- Les ogres anonymes, Ed. Grasset 1998.
- L'amour du prochain, Ed. Grasset 2005.

### Literatura juvenil
- Le palais des claques, Ed. Seuil 1986.
- Au secours, le Père Noël revient (ilustrado por Hervé Di Rosa), Ed. Seuil 2003.

## Edición en español
- Bruckner, Pascal;  Finkielkraut, Alain (1980). La aventura a la vuelta de la esquina. Editorial Anagrama. ISBN 978-84-339-1314-2.

- Bruckner, Pascal (1994). Lunas de hiel. Ediciones B. ISBN 978-84-406-4356-8.

- Bruckner, Pascal (1998). Los ladrones de belleza. Tusquets Editores. ISBN 978-84-8310-077-6.

- Bruckner, Pascal (2001). La euforia perpetua: sobre el deber de ser feliz. Tusquets Editores. ISBN 978-84-8310-739-3.

- Bruckner, Pascal;  Finkielkraut, Alain (2001). El nuevo desorden amoroso. Editorial Anagrama. ISBN 978-84-339-1310-4.

- Bruckner, Pascal (2002). La tentación de la inocencia  (4ª Ed.). Editorial Anagrama. ISBN 978-84-339-0528-4.

- Bruckner, Pascal (2003). Miseria de la prosperidad: La religión del mercado y sus enemigos. Tusquets Editores. ISBN 978-84-8310-858-1.

- Bruckner, Pascal (2008). La tiranía de la penitencia: Ensayo sobre el masoquismo occidental. Editorial Ariel. ISBN 978-84-344-5376-0.

- Bruckner, Pascal (2015). El buen hijo. Editorial Impedimenta. ISBN 978-84-1654-256-7.

- Bruckner, Pascal (2016). El vértigo de Babel: Cosmopolitismo y Globalización. Editorial Acantilado. ISBN 978-84-1601-192-6.